# Helena Bauerová
Helena Bauerová (* 14. října 1949, Letovice) je česká lingvistka, univerzitní pedagožka a slavistka, emeritní docentka Filozofické fakulty Univerzity Palackého v Olomouci.

## Životopis
Helena Bauerová vystudovala češtinu a srbochorvatštinu na Filozofické fakultě Masarykovy Univerzity v Brně (tehdy Univerzita J. E. Purkyně), v paleoslovenistice se považuje za žákyni Radoslava Večerky a především Ludmily Pacnerové, mezi její učitele patřili dále Arnošt Lamprecht a Ivan Dorovský. V roce 1977 získala titul PhDr., v roce 1994 se habilitovala v oboru srovnávací slovanská jazykověda (FF UP v Olomouci). V Olomouci působila v letech 1974 až 2010 na Filozofické fakultě Univerzity Palackého. Vyučovala především diachronní slavistické disciplíny – Základy slavistiky (respektive Úvod do diachronní slavistiky) a Staroslověnštinu. Vedla několik desítek diplomových prací a jako školitelka doktorského studia a konzultantka vychovala řadu budoucích badatelů v oblasti paleoslovenistiky i v dalších příbuzných oborech (Václav Čermák, František Čajka, Jaroslav David, Darina Hradilová, Josef Línek, Miroslav Vepřek, Lukáš Zábranský). V současnosti působí při Katedře mezinárodních vztahů na Metropolitní univerzita Praha.

## Akademické funkce a ocenění
Prorektorka Univerzity Palackého (1994–1995), nositelka medailí Jugoslávské akad. věd a Staroslověnského institutu v Záhřebu a medaile UP v Olomouci.

## Dílo
- BAUEROVÁ, Helena. Texty ke studiu staroslověnštiny se slovníčkem. Olomouc.
- BAUEROVÁ, Helena. Změny kontrakčních skupin -aje-, -uje-, ěje v staroslověnských evangelijních kodexech [rukopis doktorské práce] / Helena Bauerová. 1976.
- BAUEROVÁ, Helena a Edvard LOTKO: K jazykovému typu srbocharvátštiny a češtiny. In: AUPO. Slavistický sborník olomoucko-lublinský. Praha 1977, 129–134.
- BAUEROVÁ, Helena. Prophetaeminores u hrvatskoglagoljskimbrevijarima i u VajsovojedicijiGlagolitica ; Prophetaeminores v charvátskohlaholských breviářích a ve Vajsově edici Glagolitica. Slovo. Časopis Staroslavenskogainstituta u Zagrebu, 1986, 36, 217-226. [online] odkaz: https://hrcak.srce.hr/index.php?show=clanak&id_clanak_jezik=22399
- BAUEROVÁ, Helena. K problematice předloh textu proroka Jonáše v charvátskohllaholských breviářích. Slavia, 1989, 58, 353-364.
- BAUEROVÁ, Helena. K staroslověnskému překladu knihy proroka Joela.Slavia, 1993, 62, 455-462.
- BAUEROVÁ, Helena: K názorům na nejstarší fázi cyrilometodějských vlivů v Polsku. In: České, polské a slovenské jazykové a literární souvislosti. Olomouc 2003, 183-187.
- BAUEROVÁ, Helena. K rekonstrukci cyrilometodějské bible. Studia Moravica. Acta UniversitatisPalackianaeOlomucensisFacultasPhilosophica - Moravica. 2004, (1), 21-29.
- BAUEROVÁ, Helena a Miroslav VEPŘEK. Staroměstský kámen – fakta a hypotézyStudia Moravica. Acta UniversitatisPalackianaeOlomucensisFacultasPhilosophica–Moravica, 2005, 2, 277-292.
- BAUEROVÁ, Helena a Miroslav VEPŘEK: Vybraná paleoslovenistická témata v korespondenci F. V. Mareše a V. Tkadlčíka. Slovo. Časopis Staroslavenskogainstituta u Zagrebu. 2010. [online] odkaz: https://hrcak.srce.hr/index.php?show=clanak&id_clanak_jezik=98531